# Näkkäläjärvi
Näkkäläjärvi (finska) eller Neahčiljávri (nordsamiska) är en sjö i Finland. Den ligger i kommunen Enontekis i landskapet Lappland, i den norra delen av landet, 900 km norr om huvudstaden Helsingfors. Näkkäläjärvi ligger 368 meter över havet. Arean är 1,98 kvadratkilometer och strandlinjen är 14,49 kilometer lång. Sjön  ingår i Kemi älvs huvudavrinningsområde.   Omgivningarna runt Näkkäläjärvi är i huvudsak ett öppet busklandskap.
Byn Neahčil (Näkkälä) ligger norr om sjön. En vandrings- och terrängcykelled till Pöyrisjärvi vildmarksområde går via Neahčil. En snöskoterrutt från Ounasjärvi till Palojärvi går över Neahčilvárri vid sjöns västra strand.
Meteorologiska institutet har en mätstation vid sjön.
Vid sjöns nordvästra strand finns en sejdsten.
I sjön finns flera små öar:
- Báktesuolu
- Luovasaari
- Rástásuolu
- Aittasaari
- Jänkkäsaari
- Hillasaari
- Rumašsuolu
- Jokilahdensaari
- Pitkäsaari
- Koivusaari
- Vuonalahdensaari